# Oloplotosus luteus
Oloplotosus luteus är en fiskart som beskrevs av Martin F. Gomon och Roberts, 1978. Oloplotosus luteus ingår i släktet Oloplotosus och familjen Plotosidae. Inga underarter finns listade i Catalogue of Life.